# 보령 요산군 이기 사당
보령 요산군 이기 사당(保寧 遼山君 李夔 祠堂)은 대한민국 충청남도 보령시 청소면 죽하길 165-15에 있는 사당이다. 2019년 5월 10일 보령시의 향토문화유산 제8호로 지정되었다.

## 지정 사유
조선 중기의 사당 건축물로 원형 보존이 되고 있어 조선 중기 건축물의 구조 및 형식과 형태를 연구할 수 있는 건축물이며 현재에도 요산군의 후손들이 제향 행사하고 있어 우리나라 전통적인 유교 사상의 맥을 이어가고 있어 보령시 향토문화유산에 지정한다.